# Lancer du poids féminin aux championnats du monde d'athlétisme 1993
Navigation
Tokyo 1991 Göteborg 1995
L'épreuve du lancer du poids féminin des championnats du monde d'athlétisme 1993 s'est déroulée les 14 et 15 août 1993 dans le Gottlieb-Daimler Stadion à Stuttgart. Elle est remportée par la Chinoise Huang Zhihong.

## Résultats

### Finale
| Rang               | Athlète              | Pays       | Essais | Essais | Essais | Essais | Essais | Essais | Marque  | Notes |
| Rang               | Athlète              | Pays       | 1      | 2      | 3      | 4      | 5      | 6      | Marque  | Notes |
| ------------------ | -------------------- | ---------- | ------ | ------ | ------ | ------ | ------ | ------ | ------- | ----- |
| Médaille d'or      | Huang Zhihong        | Chine      |        |        |        |        |        |        | 20.57 m |       |
| Médaille d'argent  | Svetlana Krivelyova  | Russie     |        |        |        |        |        |        | 19.97 m |       |
| Médaille de bronze | Kathrin Neimke       | Allemagne  |        |        |        |        |        |        | 19.71 m |       |
| 4                  | Sui Xinmei           | Chine      |        |        |        |        |        |        | 19.61 m |       |
| 5                  | Cong Yuzhen          | Chine      |        |        |        |        |        |        | 19.58 m |       |
| 6                  | Astrid Kumbernuss    | Allemagne  |        |        |        |        |        |        | 19.42 m |       |
| 7                  | Valentina Fedyushina | Ukraine    |        |        |        |        |        |        | 19.27m  |       |
| 8                  | Belsy Laza           | Cuba       |        |        |        |        |        |        | 19.27 m |       |
| 9                  | Larisa Peleshenko    | Russie     |        |        |        |        |        |        | 19.22 m |       |
| 10                 | Svetla Mitkova       | Bulgarie   |        |        |        |        |        |        | 18.91 m |       |
| 11                 | Stephanie Storp      | Allemagne  |        |        |        |        |        |        | 18.83 m |       |
| 12                 | Ramona Pagel         | États-Unis |        |        |        |        |        |        | 17.77 m |       |

## Légende
Records et Performances
- AR : Record continental (area record)
- CR : Record des championnats (championship record)
- MR : Record du meeting (meet record)
- NR : Record national (national record)
- OR : Record olympique (olympic record)
- PR : Record paralympique (paralympic record)
- PB : Record personnel (personal best)
- SB : Meilleure performance personnelle de la saison (season's best)
- WL : Meilleure performance mondiale de l'année (world leader)
- WJR : Record du monde junior (world junior record)
- WR : Record du monde (world record)

Circonstances et Conditions
- DNF : N'a pas terminé (did not finish)
- DNS : N'a pas pris le départ (did not start)
- DQ : Disqualification (disqualification)
- NM : Aucun essai valable enregistré (No Mark)
- Q : Qualifié « directement » au prochain tour (ou à la prochaine compétition), lors d'une compétition majeure, grâce au classement ou à la réalisation des minima (automatic qualifier)
- q : Qualifié au prochain tour (ou à la prochaine compétition), lors d'une compétition majeure, grâce au repêchage ou à la réalisation de l'une des meilleures performances parmi celles des « non qualifiés directement » (grâce au meilleur temps ou à la meilleure distance par exemple) (secondary qualifier)